# 聖伊薩貝爾伊斯瓦坦
聖伊薩貝爾伊斯瓦坦（西班牙語：Santa Isabel Ishuatán），是薩爾瓦多的城鎮，位於該國西部，由松索納特省負責管轄，面積95.25平方公里，海拔高度395米，2007年人口10,241，人口密度每平方公里107.52人。
13°37′N 89°35′W / 13.617°N 89.583°W